# Jarmila Losseová
Jarmila Losseová (8. srpna 1932 - 2012) byla česká a československá politička Komunistické strany Československa, poslankyně České národní rady a Sněmovny národů Federálního shromáždění za normalizace.

## Biografie
K roku 1969 se uvádí bytem Rychnov nad Kněžnou, původní profesí modistka. Měla základní školní vzdělání a byla vyučena modistkou. Později absolvovala Ústřední politickou školu Československého svazu mládeže a tříleté studium VUML. Zastávala post tajemnice Okresního výboru ČSŽ v Rychnově nad Kněžnou. Byla členkou Okresního výboru KSČ, ZV ROH a ORPO ČSM.
Po provedení federalizace Československa usedla v lednu 1969 i do Sněmovny národů Federálního shromáždění. Do federálního parlamentu ji nominovala Česká národní rada. Ve FS setrvala do konce funkčního období, tedy do voleb roku 1971. Dlouhodobě zasedala v České národní radě. V ní obhájila mandát ve volbách roku 1971 a volbách roku 1976. I pak setrvala v politických funkcích. Během sametové revoluce v roce 1989 se zmiňuje jako tajemnice Okresního výboru Národní fronty v Rychnově nad Kněžnou.